# 八木繁一
八木 繁一（やぎ しげいち、1893年（明治26年）1月15日 - 1980年（昭和55年）6月9日）は、日本の教育者・植物研究家。教員として愛媛県師範学校に長年勤務し、多くの優秀な理科教員を養成するとともに、愛媛県理科教育研究会の会長として愛媛県の理科教育に貢献した。また、教員として勤務するかたわら、牧野富太郎に師事して地元の植物研究に打ち込み、オキチモズクやツバキカンザクラなどを発見したことでも知られている。

## 生涯

### 生い立ち
1893年（明治26年）1月15日、愛媛県野間郡波方村樋口（現今治市波方町樋口）に生まれた。農家の父・鶴吉と母・ハルの間の11人兄弟の10人目であった。1908年（明治41年）に波方尋常高等小学校（現今治市立波方小学校）高等科を卒業すると、越智郡岩城村の岩城尋常高等小学校（現上島町立岩城小学校）に代用教員として勤務しながら愛媛県師範学校を目指し、1910年（明治43年）に同校に合格、入学した。

### 教育者として
愛媛県師範学校では植物を中心に動物・鉱物なども学び、1914年（大正3年）に卒業。上浮穴郡田渡村の田渡小学校（現内子町立田渡小学校）の教員となった。その後久万尋常高等小学校（現久万高原町立久万小学校）に移り、1919年（大正8年）には27歳で柳谷第二高等尋常小学校（現久万高原町立柳谷小学校）の校長となった。さらに、愛媛県師範学校の代用附属小学校となっていた余土尋常高等小学校（現松山市立余土小学校）の教員を経て、1922年（大正11年）に母校愛媛県師範学校の博物科教諭として迎えられ、1941年（昭和16年）まで約20年勤めた。
その後は、旧制愛媛県立松山中学校（現愛媛県立松山東高等学校）を経て、第二次世界大戦後の1947年（昭和22年）には、新設の新制温泉郡余土村余土中学校（現松山市立余土中学校）の校長に就任。さらに、旧制松山高等学校などを経て、愛媛県立保育専門学校を85歳で退職するまで、70年にわたって愛媛県の学校教育に携わった。

### 研究者として
八木は、教員としての勤務のかたわら、愛媛県内はもとより日本全国、さらに台湾にも出向いて動植物の研究を続けた。自ら動植物や鉱物の採集会を開催したり、実験講習会に招かれて理科教員を指導することも多かった。1930年（昭和5年）には、東京帝国大学理学部講師で理学博士の牧野富太郎を招いて植物採集会を開催している。
1950年（昭和25年）の昭和天皇の来愛時には、興居島での動物採集の案内役を任された。以降、昭和天皇をはじめ皇族の来愛時にはたびたび説明役を務めている。

### 後半生
1956年（昭和31年）以降、八木は博物館の必要性を訴え、実現のために尽力した。1959年（昭和34年）に愛媛県立図書館付属博物館が設立され、1961年（昭和36年）には愛媛県立博物館として独立。1975年（昭和50年）に新築された建物に移転・開館したが、これに向けて1966年（昭和41年）に愛媛県知事久松定武から開館に向けた計画立案と準備を一任された。久松知事からは館長就任も打診されたが、これは高齢を理由に辞退している。また、教え子や在野の同好者などに呼び掛けて、小中学生や県民が自然に親しみ自然を愛する心を涵養するための自然科学教室を1959年（昭和34年）から開催している。
緑化や自然保護にも努め、愛媛縣護國神社の御霊を慰めるための「郷土植物園」造営にあたっては、植物の選定から採集・植え付けまで中心となって担った。同園は現在、万葉植物園となっている。1975年（昭和50年）3月には、伊予つばき同好会（現伊予つばき協会）を設立し、会長となっている。また、30年以上に渡って文化財保護にも携わり、愛媛県文化財保護委員長も務めた。
1980年（昭和55年）6月9日、松山赤十字病院で死去。87歳だった。

## 活動と評価

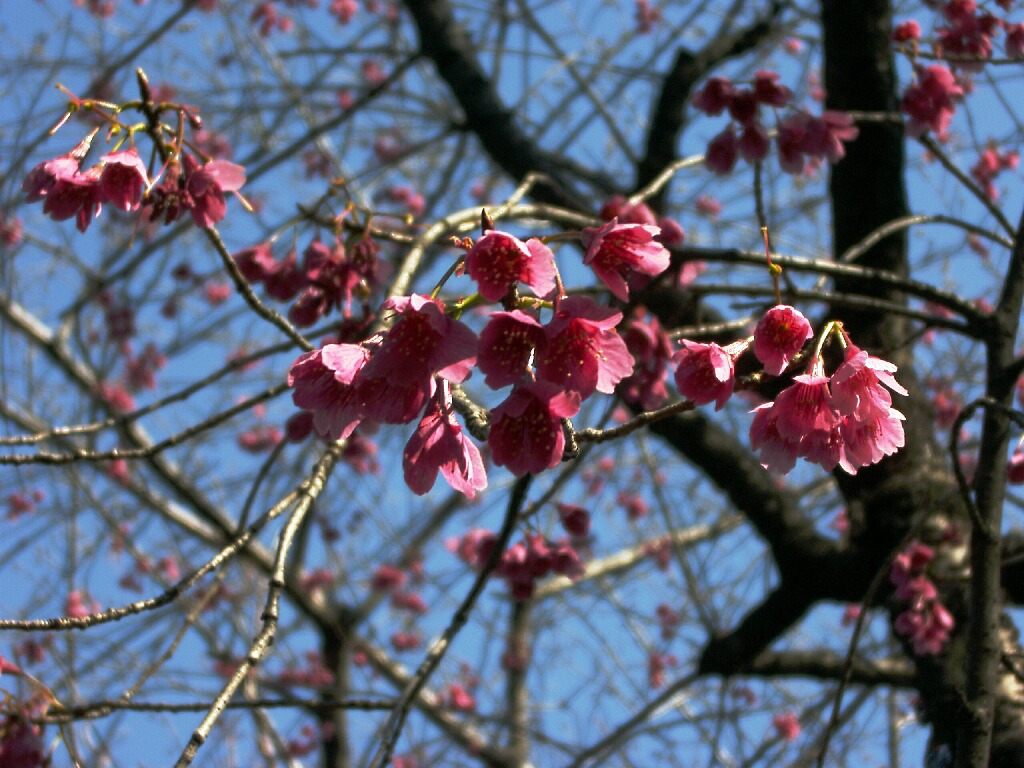
ツバキカンザクラ

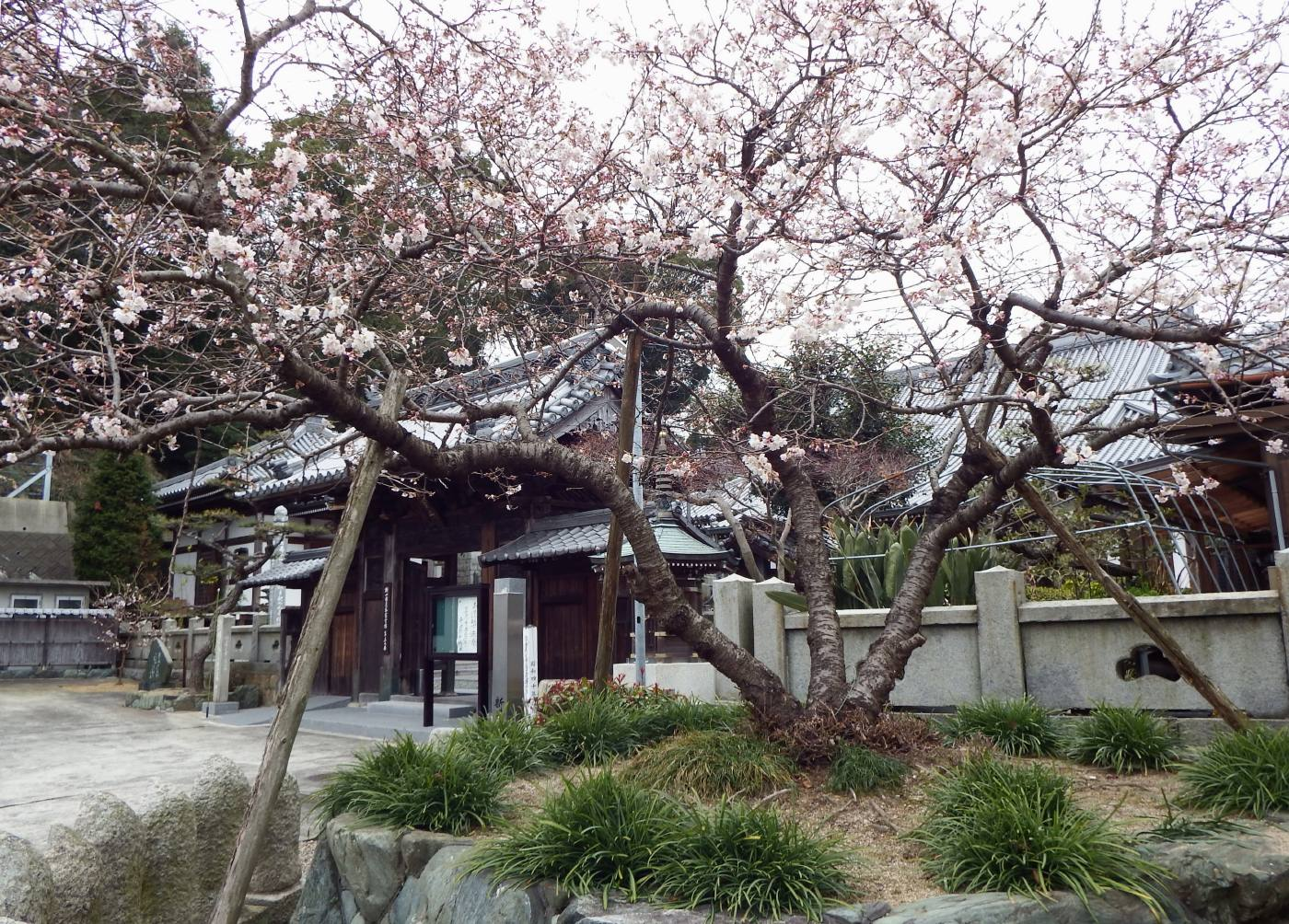
ミョウショウジ

八木は、愛媛県師範学校の教諭を約20年にわたって務め、多くの教員を育てた。特に理科教育において優秀な教員を養成するとともに、愛媛県理科教育研究会長として愛媛県の理科教育に大きく貢献した。
研究者としては、植物分類学に関して多くの研究成果を発表し、愛媛県における植物分類学の基礎を築いたと評価されている。海藻学の分野では日本国外にまでその名が知られている。特にオキチモズクの発見者として有名であり、発見地である愛媛県東温市のお吉泉周辺は「オキチモズク発生地」として国の天然記念物に指定されている。八木はそれ以外にも多くの海藻類の新種やツバキカンザクラ・ミョウショウジといったサクラの品種を発見している。主な著書に『伊予の海藻目録』『愛媛県植物誌』『愛媛県動物誌』『伊予の椿図譜』『伊予の桜図譜』『伊予の花ごよみ』『伊予の万葉植物』などがある。
愛媛県の生物学の権威として30年以上に渡って文化財保護にも携わり、愛媛県文化財保護委員長も務めた。愛媛県内で国や県の指定を受けている天然記念物のほとんどは、八木が調査をおこなって指定に努めたものである。こうした功績が評価されて、1960年（昭和35年）に文部省文化財保護委員会賞を受賞している。
また、愛媛県における植物研究と理科教育に対する長年の貢献に対して、1952年（昭和27年）10月には愛媛県教育文化賞を、1974年（昭和49年）には愛媛県功労賞を受賞している。

## 人物
八木は、小学校の頃から剣道を始め、1913年（大正2年）には愛媛県師範学校の代表の一人として全国大会に出場した。7人の団体戦に大将として出場した八木は、6連勝した相手の先鋒を倒すとそのまま7連勝して逆転、愛媛県師範学校に勝利をもたらした。
愛媛県師範学校卒業後に赴任した田渡小学校（現内子町立小田小学校）の時から八木の熱心な授業は評判となり、上浮穴郡の中心的な小学校であった久万尋常高等小学校（現久万高原町立久万小学校）、柳谷第二高等尋常小学校（現久万高原町立柳谷小学校）校長、愛媛県師範学校代用附属小学校の余土尋常高等小学校（現松山市立余土小学校）、さらに母校愛媛県師範学校の博物科教諭へと迎えられた。高等師範学校を出ていない八木には師範学校の教諭となる資格がなかったが、これまでの各校での実績を認めた山路一遊校長のたっての希望であった。そのため愛媛県師範学校に勤めながら猛勉強をして難関の文部省師範学校中学校高等女学校教員検定試験を受験し、愛媛県師範学校の教諭となった1922年（大正11年）のうちに「植物」に合格。1925年（大正14年）には「動物」の免許も取得している。
愛媛県における植物学の第一人者と認められていた八木の自宅には、多くの訪問者があった。植物学の牧野富太郎・中井猛之進・本田正次、海藻学の岡村金太郎・山田幸男などの高名な学者も、来愛の際には必ずと言っていいほど八木家を訪れている。
教え子には「人間は一生勉強を続けなければならない。勉強をやめれば、その人は死んだと同じようなものだ。」と常々語っていた。その言葉通り、八木が亡くなった病院のベッドの布団の下には、きちんと整理された多くの植物の標本があったという。